# Manuel Díaz Freire
Manuel Díaz Freire nace en Chinchón el 17 de noviembre de 1711. Fue un político y administrador colonial de España.

## Biografía

### Familia
Hijo de Manuel Díaz Seseña y de María Freire Rodríguez. Su madre era sobrina del licenciado Antonio el Freile, propietario de la casa en la que se hospedó el rey Felipe V en la noche del 25 al 26 de febrero de 1706, en jornada de campaña contra el Archiduque Carlos durante la Guerra de Sucesión. Por este hecho, y ante la solicitud presentada por Antonio el Freile a la reina, se concede a la casa, entre otros, el privilegio de poder poner cadenas a su entrada. Desde entonces, se conoce dicha casa por la Casa de la Cadena.

### Infancia en Chinchón
Al heredar su madre la mencionada casa pasa nuestro personaje su infancia en Chinchón, en compañía de sus padres y hermanos, hasta que empieza a estudiar en la Universidad de Alcalá de Henares en el curso de 1727. Consta, que en dicha Universidad pasa 25 años de estudios entre las Facultades de Cánones y Leyes; recibiendo el Grado de Bachiller el 14 de diciembre de 1732, el de Licenciado el 10 de junio de 1737 y el de Doctor el 8 de septiembre de 1737.

### Colegial del Real Colegio de San Felipe
En atención a los dilatados y distinguidos méritos de sus ascendientes, y a propuesta del Patriarca de las Indias, el cardenal Mendoza, el rey Felipe V le nombra colegial del Real Colegio de San Felipe y Santiago de la mencionada Universidad. A primeros de mayo de 1746 es elegido rector del Real Colegio.
En aquella época, para ser electo colegial del Real Colegio de San Felipe y Santiago se necesitaba, entre otras cosas, acreditar el linaje y la limpieza de raza y se investigaba entre los ascendientes del solicitante: si eran cristianos viejos, limpios de limpia sangre, sin raza ni mácula de Judíos, ni Herejes, ni conversos, ni de otra secta nuevamente convertidos, y que por tales sean habidos, tenidos y comúnmente reputados... El fruto de esta investigación, realizada en el año 1734 por Félix Muñoz de Figueroa, es el conocimiento de la genealogía completa de Manuel Díaz. 
Termina los estudios después de 25 años. El 6 de diciembre de 1752 es mandado por el rey Fernando VI para servir plaza de oidor en la Real Audiencia de Guatemala, perteneciente al Virreinato de Nueva España.

### Trayectoria en Guatemala
A últimos de 1753, y una vez obtenido el permiso de embarque para dicho país, se pone en camino, vía Veracruz, en compañía de su esposa Basilisa Díaz, vecina y natural de Chinchón, y de tres criados: Juan Teruel, natural de Chinchón, hijo de Bartolomé Teruel y de Gerónima de Heras; Juan de Basurto, natural de Orduña, hijo de Juan de Basurto y de María de Andecheaga y Rita de la Cruz, negra libre, natural de México.
Toma posesión de la plaza el 17 de agosto de 1754. Durante su pertenencia a dicho cargo, que finaliza el 12 de mayo de 1766, ocupa puestos tales como: el de auditor de guerra en la Capitanía General del Reino de Guatemala y el de juez interino del ramo del Papel Sellado.

### Regreso a España
A petición propia y por motivos de salud, solicita Manuel Díaz Freire su regreso a España, y como era preceptivo para las personas de su rango, se le toma juicio de residencia. El Carlos III manda ejecutar el acto al también oidor y alcalde de Corte José Antonio Vázquez de Aldana y Monroy, la carta está fechada en Aranjuez el 4 de mayo de 1766 y el juicio, que no debe durar más de sesenta días, finaliza después de los pertinentes interrogatorios. El propio Vázquez certifica que: de no haber resultado caso alguno, la Real Audiencia le debería declarar y declara por buen Ministro y en consecuencia digno de que su Majestad le atienda en lo que fuere de su Real Agrado.

### Oidor de la Chancillería de Granada
En 1767 y una vez en España, se le nombra oidor de la Chancillería de Granada. A primeros de 1774, cubriendo la vacante producida por jubilación del entonces marqués de Aranda, es elegido ministro togado del Consejo de Indias.

### Matrimonios
Estuvo casado dos veces. En primer lugar con Basilisa Díaz; y en segundo, con la malagueña Josefa Olarte. Lo último que se sabe  de él es que en 1777 seguía ocupando el puesto de ministro togado y que murió sin descendencia conocida entre esa fecha y 1783.
- Datos: Q5992777